# 郑山街道
郑山街道，是中华人民共和国山東省临沂市临沭县下辖的一个乡镇级行政单位。

## 行政区划
郑山街道下辖以下地区：
郑山社区、金堂农村社区、尤庄社区、南古社区、寨和农村社区、泉里井村、丰岭村、大韩庄村、南沟头村、中沟头村、姜屯村、邢屯村、罗屯村、西官庄村、宅子村、沙埠店子村、陡沟村、王沙埠村、朱沙埠村、北沟头村、龙溪村、官陆新村、海子村、张南埠子村、张沙埠村、杨沙埠村、曹庄子村、班官庄村、徐埠前村、新村、朱果村、高埠前村、埠前北村和和平村。